# 乔治·哈利·海尔迈耶
乔治·哈利·海尔迈耶（英語：George Harry Heilmeier，1936年5月22日—2014年4月22日），美国工程师和商人。他因液晶显示器的研究而著名。他入选美国发明家名人堂，他发明了LCD演示器。

## 生平
2014年4月22日去世，享年77岁。